# Gilles Delouche
Pour les articles homonymes, voir Delouche.
Cet article possède un paronyme, voir Gilles Lellouche.
 (juin 2017).
 (janvier 2020).
Si vous disposez d'ouvrages ou d'articles de référence ou si vous connaissez des sites web de qualité traitant du thème abordé ici, merci de compléter l'article en donnant les références utiles à sa vérifiabilité et en les liant à la section « Notes et références ».
 (janvier 2020).
Gilles Delouche, né le 3 août 1948 à Orléans et mort le 20 janvier 2020 à Épinay-sur-Seine (Seine-Saint-Denis) , est un universitaire français. Élève puis professeur des universités à l'Institut national des langues et civilisations orientales pendant près de 20 ans, c'est un spécialiste de la littérature classique siamoise (thaï) et de l'histoire du Siam de 1350 aux premières années du xxe siècle. Il a aussi enseigné pendant près de 15 années (1971-1987) au sein de la Faculté des Lettres de l'Université Silpakorn en Thaïlande, qui lui a décerné un doctorat honoris causa. 
Connu et reconnu tant au niveau national qu’international, Gilles Delouche était chevalier de la Légion d’honneur ; en hommage à toute sa carrière et pour ses riches contributions aux études thaïes, la Thaïlande lui décerna en 2019 une médaille de la part du ministère thaïlandais de la culture.

## Biographie
Gilles Delouche a été président de l'Institut national des langues et civilisations orientales de 2001 à 2005. 
Ses enseignements portent sur l'initiation à la syntaxe, mais surtout sur la versification et sur les œuvres classiques siamoises, des origines au XVIIe siècle. 
Il est l'auteur d'une cinquantaine d'articles publiés en français, anglais et thaï, portant essentiellement sur des problèmes de datation et de restitution des manuscrits classiques siamois, ainsi que de travaux sur les origines de la première réalisation de l'unité siamoise dans la première partie de l'époque d'Ayudhya (Ayutthaya) (1350-1656).
Il est aussi directeur du Centre de recherche Asie du Sud-Est continentale. Il a occupé de nouveau, au sein de l'INALCO, la fonction de directeur du département Asie du Sud-Est, Haute Asie, Pacifique de 2006 à 2009.

## Récapitulatif de carrière
Entre 1965 et 1971, Gilles Delouche s'oriente vers des études de droit et d'histoire, où il obtiendra pour ces deux cursus : une maîtrise universitaire. À l'âge de 20 ans, il décide d'intégrer les Langues O' et d'apprendre le siamois. En 1971, Gilles Delouche part pour la première fois en Thaïlande où il va séjourner pendant presque 17 ans.
Gilles Delouche y occupera plusieurs postes: 
Entre 1978 et 1980, il est chargé de cours d'histoire et de civilisation au sein de l'INALCO. Il est par ailleurs, l'interprète du Dr. Owat Suthiwat Narueput, ambassadeur de Thaïlande à Paris. Par la suite, de 1980 jusqu'en 1987, il devient lecteur de français au sein de l'Université Silpakorn (thaï : มหาวิทยาลัยศิลปากร) situé dans la province Nakorn Pathom en Thaïlande. Il quittera prématurément ses fonctions au sein de l'université à la suite du décès de sa professeure, Jacqueline de Fels[réf. nécessaire].  
Durant les années 1987-2001, Gilles Delouche continue de travailler à l'INALCO.  Il est tout d'abord professeur, titulaire d'une chaire de langue et littérature thaïe, puis professeur des universités en langue et littérature thaïe de 2e classe. Enfin, il sera professeur des universités en langue et littérature thaïe de 1e classe. 
L'Université Silpakorn lui attribuera, en 1997, le titre de docteur honoris causa en signe de reconnaissance.

## Responsabilités administratives et de recherche
- 2006 à 2009 : Directeur du Département Asie du Sud-Est, Haute Asie, Pacifique.
- Depuis 2003 : Membre du Conseil d'administration de l'École française d'Extrême-Orient.
- Depuis 2002 : Membre du Conseil scientifique du Centre civique d'étude du fait religieux ; directeur du Centre de Recherche sur l'Asie du sud-est continentale (EAD).
- 2001 - 2002 : Directeur de la FRE 2380[Quoi ?] « Asie du sud-est continentale Peuples et Contacts ».
- 2001 - 2005 : Président de l'Institut national des langues et civilisations orientales.
- Depuis 1999 : Membre du Conseil d'administration de l'INALCO.
- 1998 - 1999 : Vice-président du Conseil scientifique et membre de la Commission de la Recherche de l'Institut national des langues et civilisations orientales.
- Depuis 1997 : Conseiller du Gouvernement malais pour la création du musée de Kuala-Lumpur « le monde malais et la péninsule indochinoise »
- 1997 - 2000 : Directeur du service commun de la Formation continue à l'INALCO.
- Depuis 1995 : Membre de la Société asiatique.
- 1995 - 1999 : Membre du Conseil de laboratoire de l'URA 1075.
- Depuis 1995 : Membre du Conseil scientifique et de la Commission de la recherche de l'INALCO.
- 1992 - 1995 : Vice-président du Conseil scientifique et membre de la Commission de la recherche de l'INALCO.
- 1992 - 1995 : Membre du Conseil scientifique de l'École française d'Extrême-Orient.
- 1991 - 1994 : Membre du Comité provisoire de direction de l'Association européenne des chercheurs sur l'Asie du sud-est.
- Depuis 1991 : Membre du GERPA ; membre fondateur de l'Association européenne des chercheurs sur l'Asie du sud-est.
- 1990 - 1997 : Chargé de mission pour la formation continue à l'INALCO.
- 1989 - 1992 : Directeur du département Asie du Sud-Est, Haute Asie, Pacifique.
- 1987 - 1999 : Membre de l'URA 1075 depuis 1987 ; membre du Comité de normalisation de la translittération des langues de l'AFNOR.
- 1987 - 2001 : Membre du Conseil du département Asie du Sud-Est, Haute Asie, Pacifique.
- 1987 - 2001 : Responsable de la section de siamois (thaï) de l'INALCO.

## Publications
- Le Garçon en jaune safran (nouvelle), de Sridaoruang (ศรีดาวเรือง), trad. par Gilles Delouche, Jentayu n°1, 2015  (ISBN 978-2-9549892-1-1)[6]
- La Vieille (nouvelle), d'Angkarn Kalayanapong (อังคาร กัลยาณพงศ์), trad. par Gilles Delouche, Jentayu n°3, 2016  (ISBN 978-2-9549892-5-9)[7]
- Pong (nouvelle), de Korn Kraylat (กรุณา กุศลาสัย) (Karuna Kusalasai), trad. par Gilles Delouche, Jentayu n°4, 2016  (ISBN 978-2-9549892-7-3)[8]
- Méthode de thaï, (volume 1 et volume 2), Gilles Delouche, L'Asiathèque, 1997, 248 p., collection Langues & Mondes, première édition : 1988  (ISBN 2-901795-83-8) . Cette méthode de thaï a été utilisée pendant les huit années où le thaï a été une option au Département des études asiatiques de Aix-Marseille Université (2010-2018)[9].
- Le Nirat, poème de séparation : étude d'un genre classique siamois, Gilles Delouche, Édition Peteers, Paris-Louvain, 2003, 218 p., collection : Bibliothèque de l'INALCO   (ISBN 2-87723-735-4) (Paris)  (ISBN 90-429-1338-X) (Louvain)